# Château de Montrozier
Le château de Montrozier est un château situé à Montrozier, en France.

## Localisation
Le château est situé sur la commune de Montrozier, dans le département français de l'Aveyron.

## Historique
Le château fut construit par les comtes de Rodez puis habité avec celui de Gages par les comtes d'Armagnac quand ils se rendaient dans leurs possessions rouergates, puis par d'autres familles par la suite.
L'édifice est inscrit au titre des monuments historiques en 1976.

## Galerie de photos

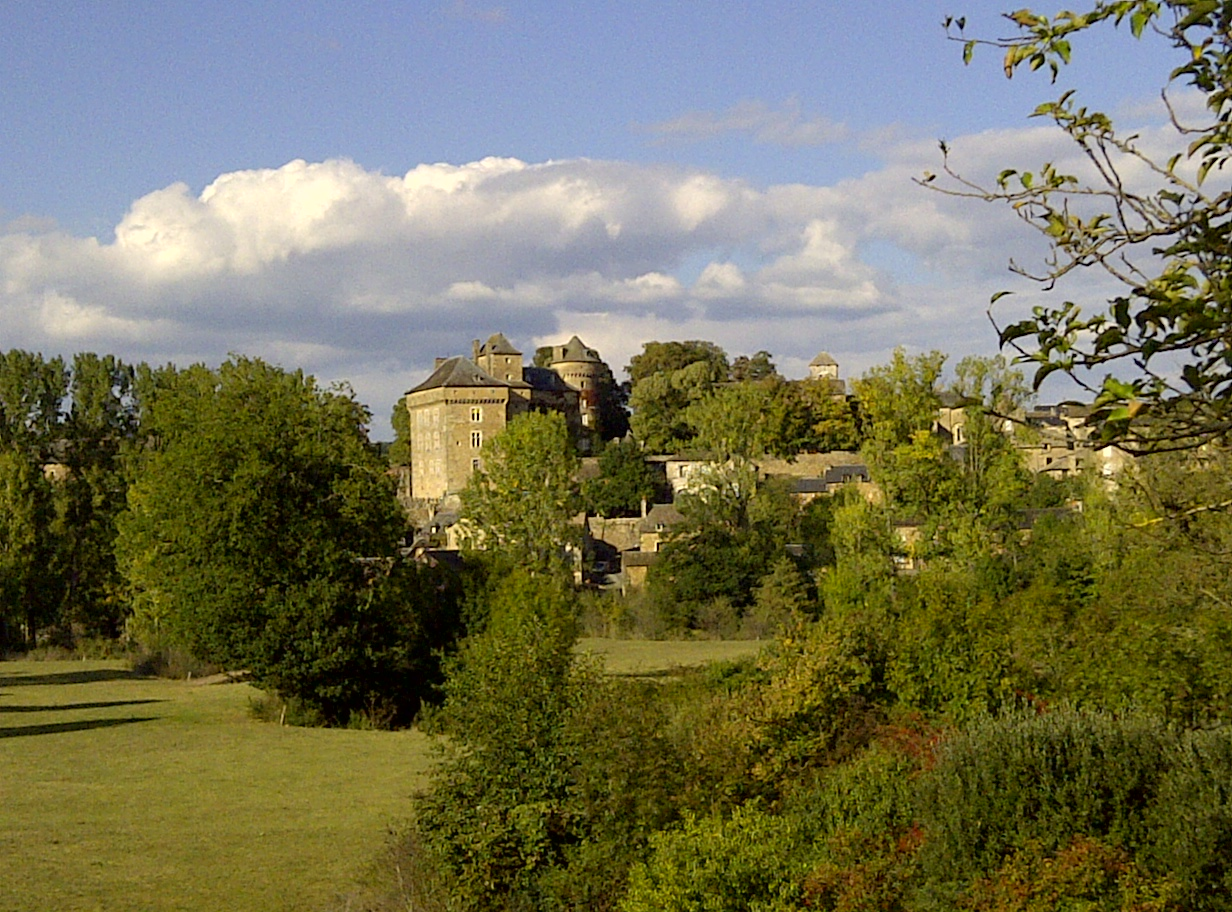
Vue sur le château
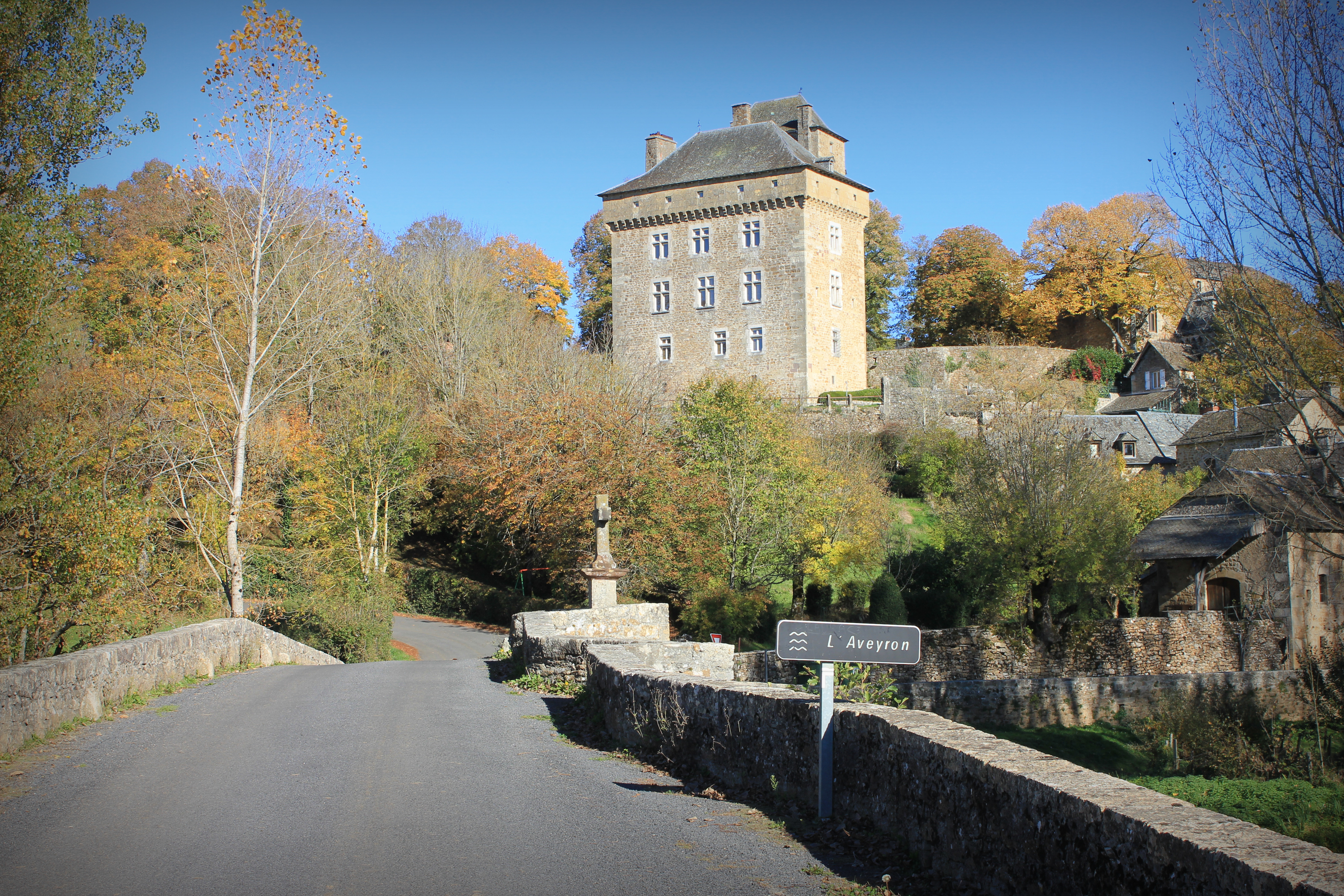
Vue sur le château depuis le pont enjambant l'Aveyron.
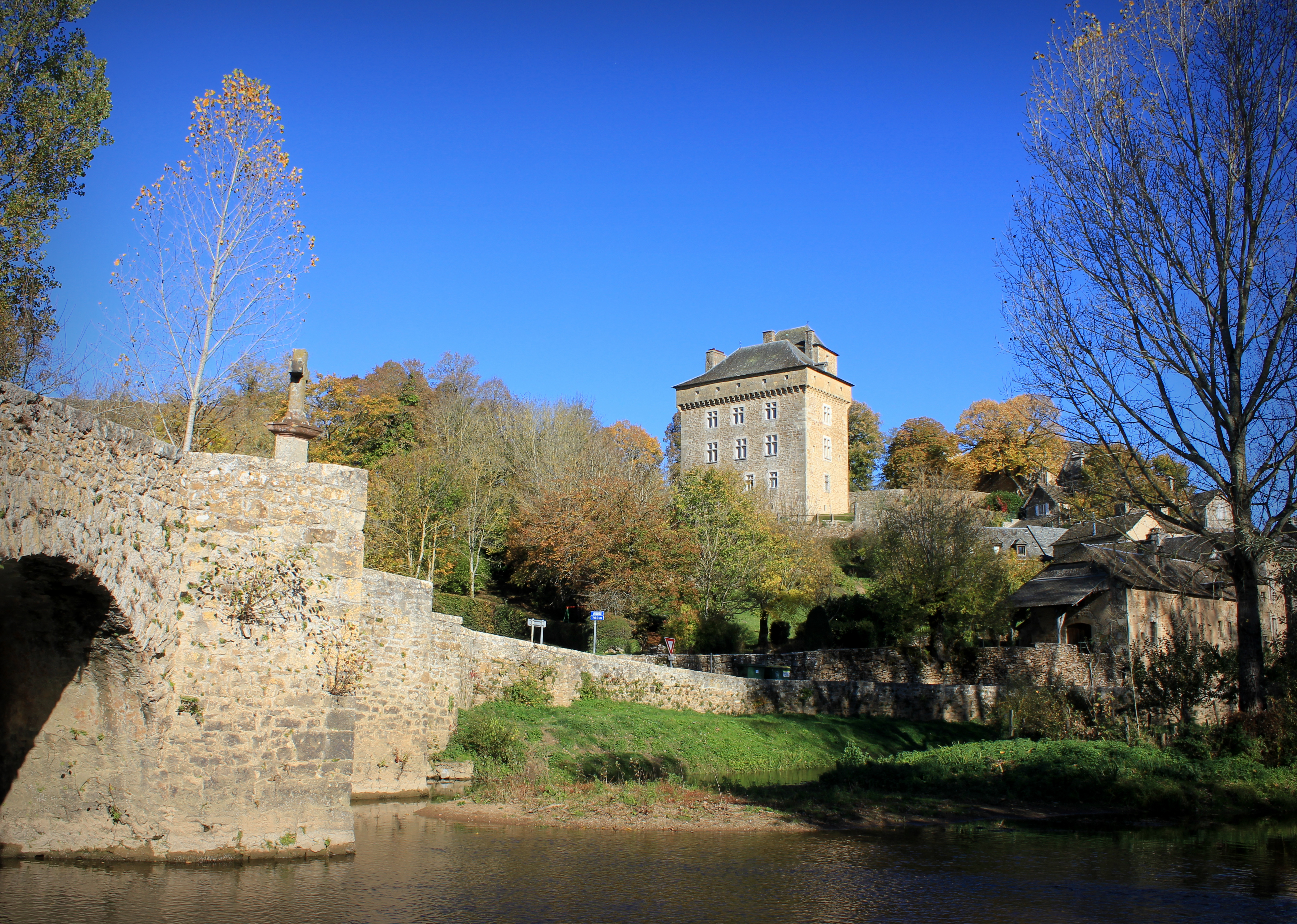
Vue sur le château depuis une rive de la rivière Aveyron.